# Acanthocheira loxopa
Acanthocheira loxopa is een vlinder van de familie van de echte motten (Tineidae), van de onderfamilie van de Myrmecozelinae. De wetenschappelijke naam van deze soort is voor het eerst voorgesteld als Amydria loxopa door Edward Meyrick in een publicatie uit 1914.
De soort komt voor in Zuid-Afrika.